# Cenischia
El riu Cenischia (francès: La Cenise) és un torrent de muntanya situat al sud-oest del departament francès de la Savoia (regió d'Alvèrnia-Roine-Alps), i al nord-oest de la província Torí (regió del Piemont). Forma part de la conca del Po, ja que és un afluent esquerre de la Dora Riparia (afluent del Po). Forma i dona nom a la Vall Cenischia, que marca el límit entre els Alps de Graies al nord-est i els Alps Cottis al sud-oest.
Les fonts es troben a França, prop del coll del Mont Cenis (en italià: Colle del Moncenisio). Abans de creuar a Itàlia, el riu està barrat pel dic de la presa del Mont Cenis, per formar el llac artificial del Mont Cenis, que rep l'aigua de diversos altres torrents a més del mateix Cenischia. Aquest llac s'empra com una font d'energia hidroelèctrica per les plantes hidroelèctriques de Venaus (Itàlia) i de Villarodin (França).
Un cop creuada la frontera, el Cenischia flueix a través dels assentaments de Moncenisio, Novalesa i Venaus. Finalment separa els municipis de Mompantero i Susa, abans de confluir amb el Dora Riparia a l'est del centre de Susa. En el seu últim tram és creuat per la Strada statale 25.

La seva conca té un perímetre de 56 km.